# Codex diplomaticus cajetanus
Il Codex diplomaticus cajetanus è una raccolta di documenti storici risalenti al medioevo riguardante il territorio che fu del Ducato di Gaeta e territori limitrofi.

## Forma e contenuto
Il Codex nasce all'interno delle mura dell'abbazia di Montecassino, per secoli il massimo centro monastico d'Occidente, con rapporti con le maggiori potenze. Nonostante le distruzioni subite dal monastero, ci sono giunti 648 antichi documenti concernenti la città di Gaeta ed il vasto territorio politicamente e amministrativamente ad essa legato.
Le chartae descrivono un periodo che va dall'anno 830, antecedente la formazione del Ducato (anno 840), al 1399, cioè ben oltre la fine del ducato stesso (1140).  Si tratta di documenti di varia origine, per la maggior parte apografi, e trascrizioni di documenti precedenti alla redazione del Codex stesso.
Il codice è stato allestito da una lunga opera di studi iniziata dal gaetano Erasmo Gattola, storico ed archivista del monastero, nel XVIII secolo. Fu lo stesso Gattola a scoprire il celebre Placito capuano. Altri illustri studiosi che contribuirono alla redazione e alla pubblicazione del codice furono Giovanni Battista Federici, Giuseppe Quandel, Pietro Fedele e Tommaso Leccisotti.
Si narrano accadimenti del territorio che riguardano la vita pubblica, sociale ed economica, coinvolgendo di volta in volta, in un arco di svariati secoli, personalità di diversa posizione sociale, istituzioni e autorità che rivestono diversi ruoli. I documenti sono diplomi (atti pubblici di vendita, donazione, testamento, sentenze), a volte redatti da personaggi storici di grande rilievo come papi o imperatori.
La lingua è il latino medioevale, lontano da quello di Cicerone, perché costruito con una struttura e con termini derivati dal linguaggio popolare. Essendo i documenti atti pubblici, sono scritti nella rigida struttura che assumevano nel medioevo.
L'analisi dell'opera offre la possibilità di ricostruire un quadro storico in ambiti molto diversi. Il codice permette di estrarre dati molto importanti sull'evolversi degli insediamenti sul territorio, sulla vita sociale e sull'applicazione del diritto. Si evince ad esempio che, nel Ducato di Gaeta, si affiancavano ad elementi del diritto romano elementi del diritto longobardo.
L'area descritta nel codice è quella ricoperta dal Ducato di Gaeta nel X secolo che andava da Fondi al Garigliano e le aree attigue: si può quindi considerare il Codex come un'opera storica fondamentale per un territorio racchiuso tra Terracina, Aquino, Cassino, il Garigliano e le Isole ponziane. Vengono citate molte località minori del basso Lazio che ancora oggi conservano gli antichi nomi.